# Неповиновение (фильм, 2017)
«Неповинове́ние» (англ. Disobedience) — романтическая драма режиссёра Себастьяна Лелио 2017 года по сценарию, написанному Лелио совместно с Ребеккой Ленкиевич на основе одноимённого романа Наоми Олдерман. Главная героиня фильма — фотограф Ронит из общины ортодоксальных евреев, у которой завязывается роман с подругой юности, вышедшей замуж за их общего друга.

## Сюжет
Ронит Крушка (Рэйчел Вайс) возвращается в общину ортодоксальных евреев в северном Лондоне, чтобы принять участие в похоронах своего отца-раввина. Её приезд и встреча с подругой детства Эсти (Рэйчел Макадамс) и духовным преемником отца Довидом (Алессандро Нивола) рождает многочисленные споры и противоречия.

## В ролях
- Рэйчел Вайс — Ронит Крушка
- Рэйчел МакАдамс — Эсти Куперман
- Алессандро Нивола — Довид Куперман
- Бернардо Сантос и Джонатан Шей — Довид в юности
- Антон Лессер — Рав Крушка
- Бернис Стиджерс — Фрума Хартог
- Аллан Кордюнер — Моше Хартог
- Николас Вудесон — раввин Голдфарб
- Лиза Садовы — раббанит Голдфарб
- Клара Фрэнсис — Хинда
- Марк Стоббарт — Лев
- Кэролайн Грубер — Ханна Шапиро
- Алексис Зегерман — Ривка

## Производство
29 сентября 2016 года было анонсировано, что Рэйчел Вайс займется продюсированием первого англоязычного фильма чилийского режиссёра Себастьяна Лелио — экранной адаптации книги британской писательницы Наоми Альдерман под названием Disobedience («Неповиновение»), а также сыграет в нём главную женскую роль. Написанием сценария фильма займутся Себастьян Лелио и Ребекка Ленкевич («Ида»).
4 октября 2016 года в актерский состав вошла Рэйчел Макадамс.
7 декабря 2016 года стало известно, что Алессандро Нивола ведет переговоры о присоединении к основному касту ленты.
Основные съёмки запланировали начать 3 января 2017 года.
Премьера фильма прошла 10 сентября 2017 года на Международном Кинофестивале в Торонто в программе «специальных презентаций».